# スマラン事件
スマラン事件（スマランじけん）とは、太平洋戦争終結直後の1945年10月15日から10月19日にかけてジャワ島スマランで起きた、インドネシア軍と日本軍の武力衝突である。日本軍が保有する武器の引き渡しを巡って対立が生じ、インドネシア側民兵が拘束した日本の民間人多数を処刑、日本軍が戦闘の末にインドネシア側を制圧した。インドネシア側に1000〜2000人、日本側にも民間人を含め200人以上の死者・行方不明者が出た。インドネシアでは五日間戦争（Pertempuran lima hari）として知られる。

## 背景

### 日本の敗戦
オランダ領東インド（蘭印）は、太平洋戦争初期に日本軍が占領した後、日本の統治下にあった。蘭印の中心地であるジャワ島には停戦前の連合国軍の上陸は無かった。インドネシアの独立準備は進められていたものの、実現していなかった。
1945年8月に太平洋戦争が日本の敗戦に終わると、蘭印ジャワ島駐屯の日本軍も連合国軍によって武装解除されることになった。イギリス軍を主体とした連合国軍のジャワ島進駐は、9月8日に捕虜救護要員がジャカルタ着、9月15日に4隻のイギリス艦隊が入港、9月25日に先遣隊がジャカルタ上陸と徐々に行われた。
連合国軍の占領部隊が到着するまでの治安維持は、8月26日に結ばれたラングーンでの連合国軍東南アジア司令部と日本の南方軍の協定に基づき、日本軍が責任を負うものとされていた。進駐してきた連合国軍の兵力は微弱で、日本軍からの治安任務交代はゆっくりとしか進まなかった。なお、ラングーン協定では、日本軍は連合国軍の少将以上の命令には厳格かつ迅速に従うものとされており、必要に応じて日本軍に治安戦闘を命じる法的根拠とされた。

### インドネシアの武器引き渡し要求
一方、8月17日にインドネシア独立宣言を発表したインドネシアの独立派は、予想されるオランダとの戦争に備えるために、日本軍に対して武器の引き渡しを要求した。しかし、日本軍はこの要求を拒んだ。また、日本の第7方面軍司令部は、インドネシア人から成る郷土防衛義勇軍や兵補（日本軍の補助戦闘員）を解散させ、武器も回収するよう8月18日には命じていた。連合国軍からも、現地人の武器携帯を禁止することなどが命令されていた。
インドネシア独立派の日本軍に対する要求は次第に激しくなった。9月には日本軍の小部隊や倉庫を襲撃して武器の強奪を狙う者もあらわれた。連合国軍の進駐が進むにつれ、焦ったインドネシア側の行為はさらに過激化した。ジャワ島の日本軍第16軍司令官は、指揮下部隊に武器の使用を禁止する命令を発していたため、各部隊は対応に苦慮した。
東部ジャワのスラバヤでは、板挟みとなって困った日本軍東部防衛隊司令官らが、連合国軍が武器を引き取るよう求めた。これを受けてオランダ海軍のフェーエル（ハイヤー、ホイエル、Pieter Johannes Gerard Huijer）大佐は、10月3日に日本の提案に同意した。ところが、フェーエル大佐は、以後の治安維持は現地人警察に委ねるとしたため、東部ジャワの日本軍の所有武器の大半を独立派が入手する結果となった。
スラバヤでの引渡許可を先例に、インドネシア独立派は他の地域の日本軍にも同様の引き渡しを求めた。ジャワ西部のバンドンでは多数の住民が武装して集結し、日本軍の憲兵隊や自動車部隊、飛行場を襲撃したが、10月10日に日本軍西部防衛隊が鎮圧。日本兵3人とインドネシア人十数人が死亡した。インドネシアでは、この戦闘が以後の武力衝突の発端であるとしている。このほか、同じくジャワ西部のガルーで工場の警備をしていた日本兵42人が無抵抗のまま全員殺害される事件や、竹下海軍大佐一行86人がブカシで拉致殺害される事件も起きた。竹下大佐らの事件ではスカルノ大統領署名の通行許可証を携帯していたが、武器提供を拒んできたことを理由に殺害されている。

### スマランの状況
ジャワ中部のスマランには、戦時中に南方軍幹部候補生隊が置かれ、終戦時にはスンダ列島からマレー半島へ移動中の部隊を中心に約600人が滞留していた。マゲラン（スマラン南方50km）の中部防衛隊司令部（司令官：中村淳次少将）の管下にあり、スマラン現地では城戸進一郎少佐が指揮を執っていた。なお、スマラン南方には外国人収容所があり、約3万人のオランダ系民間人が居住していた。
スマラン方面への連合国軍部隊の到着は遅く、10月中旬になっても日本軍がそのまま治安責任を負っていた。
中部ジャワでも武器引き渡し要求や治安の悪化は他の地域と同じであった。10月5日には、ジョグジャカルタ市で日本軍駐屯部隊300人が、武装した独立派の攻撃を受けている。ジョグジャカルタの日本軍は一旦は応戦したものの、翌朝、日本の民間人100人とともに投降した。武装解除された日本人は以後4ヵ月間投獄されて、赤痢と栄養失調で多数が死亡した。
スマランでは10月3日に現地独立派住民の代表者が城戸少佐を訪ね、治安回復に用いるためとして武器の引き渡しを求めた。城戸少佐は若干の武器を貸与名目で引き渡したが、状況は改善しなかった。同日夜には飛行場の弾薬が略奪された。

## 経過
10月12日、インドネシア独立派の群衆がスマランの日本軍駐屯地を訪れ、再び武器の引き渡しを求めたが、城戸少佐は拒絶した。14日早朝には武装したインドネシア人の一団が日本軍駐屯地を訪れ、再び武器引き渡しを要求したが、これも日本側は拒絶した。
この間、スマランやマゲラン周辺の治安は急速に悪化した。10月12日には建設中のスマラン製鉄所にいた日本人作業員や軍人ら339人が、人民治安団（BKR）指揮下の現地人警察隊により拘束され、市内の施設に監禁された。同月13日には市内各地で、市民や赤十字関係者などの外国人・混血人の拘束が始まった。日本の民間人や、市内に下宿していた日本軍人も拘束の対象となった。日本人を含め約2000人の外国人がブル女子刑務所に監禁された。マゲラン駐屯日本軍も包囲され、司令官の中村少将が応戦を禁じたため、武器を強奪され、中部防衛隊司令部は全員拉致された。また、マゲラン憲兵隊の10人は殺害された。
拘束を免れたスマランの日本人市民は、日本軍駐屯地に避難した。10月14日夜には、監禁されていたスマラン製鉄所関係者が、見張りの現地人警官を撲殺して脱出した。この際に、日本側も13名が射殺された。
10月14日夜、外国人の拘束・殺害、マゲラン司令部の制圧などを知った城戸少佐は、武力行使を決断した。15日午前3時30分を期して、日本軍部隊は、スマラン市内のインドネシア側武装勢力に対して攻撃を開始した。5日間に渡って続いた戦闘では、装備及び練度に勝る日本軍がインドネシア側を圧倒し、19日までに市内は日本軍の制圧下となった。この間、18日（戦史叢書によれば19日）にはイギリス軍がスマランに上陸したが、治安任務の引き継ぎは行われず、戦闘にも加わらなかった。
10月19日、日本軍とインドネシア人民治安団の間で停戦協定が結ばれた。

## 結果
スマラン事件は、ジャワ島における武器引き渡しを巡る争乱としては最大の惨劇となった。戦闘の結果、インドネシア側は1000〜2000人が死亡したとも言われる。日本軍は28人が戦死、15人が行方不明となった。また、ブル刑務所に監禁中の日本人は149人が殺害され、30人が行方不明となっている。同じ刑務所に監禁されていたオランダ系などの市民900人は日本軍による救出が間に合ったため死者は出ていない。なお、ブル刑務所で殺害された日本の民間人の1人は、インドネシアの独立を称える遺書を血で壁に書き残していたと言われる。
もっとも、インドネシア側では、公式には独立闘争期の一紛争という程度の評価しか与えられていない。インドネシア共和国国軍の戦史にも一文の記述があるだけだという。1999年の指導要領に基づくインドネシアの高校生向け歴史教科書の一冊には、武器引き渡しを巡って起きた「日本軍と青年の激しい戦い」の一例として、「10月14日から19日まで5日間続いた」と記載されている。この時期の日本軍との衝突の全般的な評価としては、最終的に主権が確立できたので無駄な犠牲ではなかったと評している。

## その後
停戦が成っても周辺地域の治安は完全には回復せず、10月19日にはカリウング（スマラン西方50km）の王子製紙工場が襲撃されて、従業員53人が殺害された。そのほかの殺人や暴行事件も何件か起きている。
マゲラン方面の外国人収容所を救出するため、連合国軍は城戸少佐に出撃を命じ、10月25日に、スマランの日本軍部隊はイギリス軍砲兵とともにマゲランへ侵攻した。日英合同軍はインドネシア側の人民治安軍（TKR）などと交戦しつつ前進し、29日までにマゲラン収容所を保護下に置いた。11月2日には停戦協定が結ばれたが、蘭印政府軍が活動するなどの協定違反があったとしてインドネシア側が攻撃を再開し、20日頃には再び戦闘が始まってしまった。最終的にはマゲランの収容者はスマランを経由してジャワ島外へ移送されている。
ジャワ島で終戦後、1947年の復員完了までに日本人が出した死者は、戦死562人、自殺60人、病死・事故死456人の計1078人に上る。そのうち多くはスマラン事件同様の武器引き渡しを巡る紛争に起因するものであった。武器引き渡しを巡る戦傷者も330人出ている。連合国軍によって日本軍に課された治安戦闘任務のような危険な使役は、既述のようにラングーン協定に基づくとされる。しかし、日本軍が「降伏軍人」と称しても実質的に捕虜の地位にあったことにかんがみると、捕虜虐待にあたる重大かつ明白な戦時国際法違反であるとの指摘がある。
一連の騒乱の過程で、ジャワ島の旧日本軍武器のうち小銃類4万丁などがインドネシア独立派の手に渡った。スラバヤなどで正規に引き渡されたもののほか、強奪されたものや、密かに日本軍が横流ししたものなどがある。一説にはジャワ島の旧日本軍の所有兵器全体の2/3から3/4を独立派が入手したと言われる。これらはイギリス軍とのスラバヤの戦いなどで主要な武器として使用されることになった。